# Siboer Arena
Siboer Arena (Russisch: Сибур Арена), is een overdekte sportarena, die is gevestigd in het Petrogradsky District, Sint-Petersburg, Rusland. De arena kan worden gebruikt voor basketbal, volleybal, handbal, zaalvoetbal, tennis en entertainment evenementen. De capaciteit van de arena voor basketbal wedstrijden is 7.044. De arena heeft ook 13 VIP-boxen, waar 390 fans kunnen plaatsnemen.

## Geschiedenis
De bouw van de Siboer Arena begon in juni 2010 en de arena werd officieel geopend op 11 september 2013. De Russische basketbalclub BK Spartak Sint-Petersburg, gebruikte de arena als zijn thuis arena, terwijl het speelde in de VTB United League en de EuroCup Men tijdens het seizoen 2013-14. De Russische basketbalclub BK Zenit Sint-Petersburg, gebruikte de arena als zijn thuis arena voor zowel VTB United League en EuroCup Men wedstrijden, voor het seizoen 2014-15. Ook wordt het ATP-toernooi van Sint-Petersburg in de Siboer Arena gehouden sinds 2015. De St. Petersburg Ladies' Trophy wordt sinds 2017 in de Arena gehouden.